# 太平島鈍塘鱧
太平島鈍塘鱧（学名：Amblyeleotris taipinensis），为輻鰭魚綱鰕虎鱼目鰕虎亞目鰕虎魚科鈍塘鱧屬的其中一種，分布於西太平洋的南中國海海域，體長可達4.4公分，棲息深度可達15公尺，為底棲性魚類，生活於清澈水域的礁沙混合區，與槍蝦共生。

## 扩展阅读
維基物種上的相關：太平島鈍塘鱧